# Orcya aunia
Orcya aunia är en fjärilsart som beskrevs av William Chapman Hewitson 1874. Orcya aunia ingår i släktet Orcya och familjen juvelvingar. Inga underarter finns listade i Catalogue of Life.